# Agassac
Agassac település Franciaországban, Haute-Garonne megyében. Lakosainak száma 117 fő (2022. január 1.). Agassac Martisserre, Castelgaillard, Coueilles, L’Isle-en-Dodon és Mauvezin községekkel határos.

## Népesség
A település népességének változása:
| Lakosok száma | 181  | 119  | 130  | 123  | 111  | 114  | 118  | 122  | 120  | 117  |
|               | 1968 | 1982 | 1990 | 2006 | 2013 | 2015 | 2017 | 2019 | 2020 | 2022 |